# April, and a Flower
April, and a Flower é o extended play de estreia  do cantor sul-coreano Chen.  Ele contém seis faixas, incluindo o single "Beautiful Goodbye".

## Antecedentes e lançamento
Em 8 de março de 2019, foi anunciado que Chen iria lançar seu primeiro álbum solo em abril.  Em 19 de março, o álbum foi revelado ser intitulado April, and a Flower.  As pré-vendas para o álbum foram abertas no mesmo dia.  Em 21 de março, foi lançado um teaser com o cronograma do EP.  Em 22 de março, a lista de faixas e os detalhes do álbum foram lançados.  Em 25 de março, três imagens do teaser de Chen foram publicadas.  No dia seguinte, outros três teasers do cantor foram lançados.

## Lista de faixas
| N.º | Título                                                                         | Letras                   | Música                                      | Arranjo                 | Duração |  |
| 1.  | "Flower" (꽃; kkoch)                                                           | Kim Jong-dae JQ          | Kim Jae-hee                                 | Kim Jae-hee             |         |  |
| 2.  | "Beautiful Goodbye" (사월 이 지나면 우리 헤어요; sawol i jinamyeon uli heeoyo) | Jisoo Park (153/Joombas) | MooF (153/Joombas) Jisoo Park (153/Joombas) | MooF (153/Joombas)      |         |  |
| 3.  | "Sorry Not Sorry" (하고 싶면 말; hago sipmyeon mal)                            | Paul Kim                 | Penomeco                                    | Song Young-joo          |         |  |
| 4.  | "Love Words" (사랑의 말; salangui mal)                                         | Kenzie                   | Kenzie                                      | Kenzie                  |         |  |
| 5.  | "I'll Be There" (먼저 가 있을게; meonjeo ga isseulge)                          | Min Yeon-jae             | KingMing                                    | KingMing                |         |  |
| 6.  | "Portrait Of You" (널 그리다; neol geulida)                                    | Seo Ji-eum               | Andreas Stone Johansson Ricky Hanley        | Andreas Stone Johansson |         |  |

## Histórico de lançamento
| Região        | Data               | Formato(s)                    | Gravadora(s)            |
| ------------- | ------------------ | ----------------------------- | ----------------------- |
| Coreia do Sul | 1 de abril de 2019 | CD Download digital streaming | SM Entertainment iriver |
| Mundo         | 1 de abril de 2019 | Download digital streaming    | SM Entertainment        |